# Chrysotus nudipes
Chrysotus nudipes är en tvåvingeart som beskrevs av Van Duzee 1924. Chrysotus nudipes ingår i släktet Chrysotus och familjen styltflugor.
Artens utbredningsområde är Kalifornien. Inga underarter finns listade i Catalogue of Life.